# Bria Skonberg
Bria Skonberg (1983) is een Canadese jazzmuzikante (zang, trompet) en songwriter van de mainstream jazz en de traditional jazz.

## Biografie
Bria Skonberg groeide op in Chilliwack (Brits-Columbia). In Vancouver leidde ze de formatie Bria's Hot Five en The Big Bang Jazz Band, waarmee in 2009 eerste opnamen ontstonden. Verder trad ze op als soliste en zangeres met het Dal Richards Orchestra (One More Time, 2009). Ze is bovendien mede-oprichtster van de meidenband Mighty Aphrodite. Na haar verhuizing naar New York werkte ze o.a. met Jon-Erik Kellso, Bucky Pizzarelli, Nicholas Payton, Vince Giordano, Wycliffe Gordon (Hello Pops, 2011), Howard Alden en Scott Robinson, verder als muziekpedagoog en als co-leidster van het Chilliwack Jazz Festival. In 2009 bracht ze haar debuutalbum Fresh uit, waarop ze standards als Bert Kaempferts L-O-V-E en het Janis Joplin-nummer Mercedes Benz vertolkte. In 2012 volgde So Is the Day bij Random Act Records, dat ze had ingespeeld met Victor Goines, Wycliffe Gordon en John Pizzarelli. Op het gebied van de jazz werkte ze tussen 2005 en 2018 mee bij 31 opnamesessies. Midden 2014 volgde With a Twist bij Okeh Records.

## Onderscheidingen
Skonberg kreeg in 2006 de CBC Jazz Award of Merit. In het komende jaar werd ze tijdens het Breda Jazz Festival onderscheiden met de Kobe Jazz Street Award. In 2013 werd ze door de Jazz Journalists Association genomineerd in de categorie «Newcomer of the Year».
- Gemeinsame Normdatei: 1140943391
- International Standard Name Identifier: 0000 0001 1954 6570
- Library of Congress Control Number: no2010093672
- MusicBrainz: 48a46441-d345-4a7d-aea5-f85f3ee120a1
- Virtual International Authority File: 122078740
- WorldCat: E39PBJw8YFPVPd7tmBbp6JkdQq